# Wat Pho

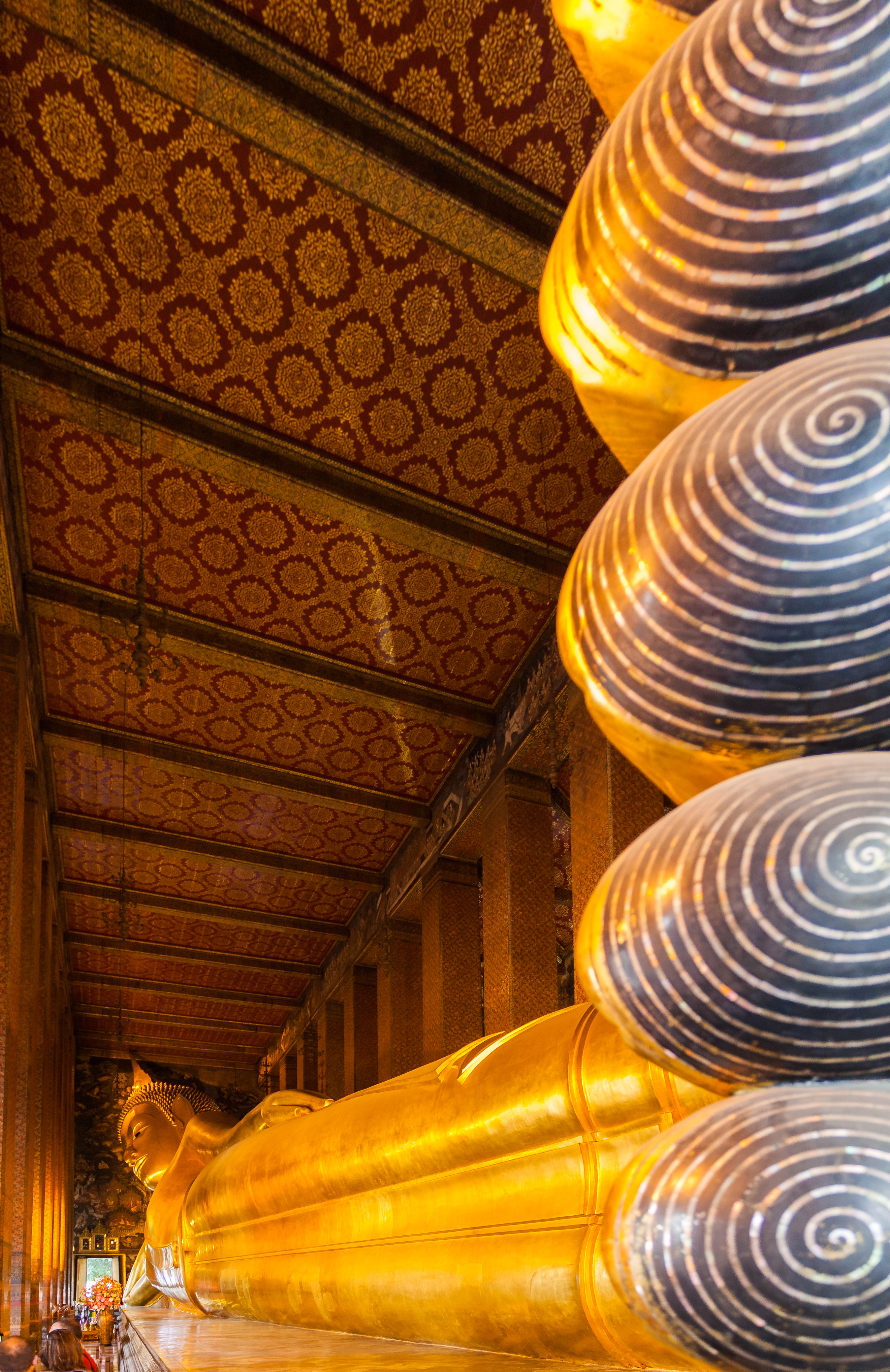
Estátua de ouro de Buda.

Wat Pho (em tailandês: วัด โพธิ์ ) é um templo budista em Bangkok, na Tailândia. Está localizado no distrito de Phra Nakhon junto ao Grande Palácio de Bangkok. Conhecido também como o Templo do Buda Reclinado, seu nome oficial é Wat Phra Chettuphon Wimon Mangkhlaram Ratchaworamahawihan. O templo é também conhecido como o berço da massagem tailandesa tradicional.